# 王冠 (弘治進士)
王冠（1452年—？），字廷望，陝西鳳翔府鳳翔縣人，民籍，明朝政治人物。

## 生平
陝西鄉試第二十七名舉人。弘治三年（1490年）中式庚戌科會試第四十名，三甲第四十六名進士。授太原府推官，九年六月入都察院理刑，选授试監察御史，十年八月实授江西道御史，巡按湖广，十五年十二月录湖广讨平苗贼功，升俸一级。丁憂，服闋，十七年十月復除福建道御史，十八年二月掌京察，正德五年（1510年）四月升河南布政司右參議。

## 家族
曾祖王鐸；祖父王儉；父王璽，知縣。母劉氏。具庆下。弟王衮。